# Dan (Kourinion)
Pour les articles homonymes, voir Dan.
Ne doit pas être confondu avec Dan (Karangasso-Vigué).
Dan est une commune rurale située dans le département de Kourinion de la province de Kénédougou dans la région des Hauts-Bassins au Burkina Faso.

## Géographie
Dan se trouve à 8 km au sud de Kourinion et à 10 km au sud d'Orodara.

## Santé et éducation
Le centre de soins le plus proche de Dan est le centre de santé et de promotion sociale (CSPS) de Kourinion.